# 小行星1816
小行星1816（1816 Liberia）是一颗主带小行星，由西里爾·傑克遜在1936年1月29日发现于约翰内斯堡。
該小行星以非洲西海岸的国家利比里亚命名。